# Liste des mammifères à Sao Tomé-et-Principe
Voici la liste des espèces mammifères signalées à Sao Tomé-et-Principe. Il y a 11 mammifères terrestres et trois mammifères marins originaires de Sao Tomé-et-Principe, dont deux en danger critique d'extinction, un en danger ; deux sont quasi menacées. De plus, six espèces de mammifères terrestres ont été introduites sur les îles, et huit espèces domestiques ensauvagées ou qui posent une menace à la faune autochtone,.

## Statuts de la liste rouge de l'UICN
Les statuts de conservation utilisés par la liste rouge de l'UICN mondiale sont :
| (EX) | Éteint                  | Il n'y a pas le moindre doute sur le fait que le dernier spécimen recensé est mort.                                                                   |
| (EW) | Éteint à l'état sauvage | L'espèce est connue uniquement en captivité ou en tant que population naturalisée bien en dehors de son ancienne aire de répartition.                 |
| (CR) | En danger critique      | L'espèce risque prochainement de s'éteindre à l'état sauvage.                                                                                         |
| (EN) | En danger               | L'espèce fait face à un très gros risque d'extinction à l'état sauvage.                                                                               |
| (VU) | Vulnérable              | L'espèce fait face à un gros risque d'extinction à l'état sauvage.                                                                                    |
| (NT) | Quasi menacé            | L'espèce ne satisfait pas un ou plusieurs des critères prévus qui permettraient de la catégoriser, mais pourrait risquer de s'éteindre dans le futur. |
| (LC) | Préoccupation mineure   | Il n'y a pas de risque identifiable pour l'espèce. |
| (DD) | Données insuffisantes   | Il n'y a pas d'information adéquate qui permettraient de faire une évaluation des risques pour cette espèce.                                          |
| (NE) | Non évalué              | L'espèce n'a pas encore été confrontée aux critères précédents, n'est pas reconnue par l'UICN ou bien s'est éteinte avant le XVIe siècle.             |

Certaines espèces ont été évaluées en utilisant un ensemble de critères plus anciens. Les espèces évaluées utilisant ce système ont ce qui suit à la place de Quasi menacé et Préoccupation mineure :
| LR/cd | Risque faible/dépendant de mesures de conservation | Espèce bénéficiant d'un programme de conservation continue et qui pourraient basculer dans une catégorie de risque plus élevée si ce programme s'arrêtait. |
| LR/nt | Risque faible/Quasi menacé                         | Espèces qui sont proches d'être classées en tant qu'espèce vulnérable mais qui ne sont pas l'objet de programmes de conservation.                          |
| LR/lc | Risque faible/Préoccupation mineure                | Espèces pour lesquelles il n'y a pas de risques identifiés.                                                                                                |

## Sous-classe:Theria

### Infra-classe:Eutheria

#### Ordre:Rodentia(rongeurs)
Les rongeurs constituent l'ordre le plus important de mammifères, avec 40 % des espèces mammifères. Ils possèdent deux incisives à la mâchoire inférieure et à la mâchoire supérieure à croissance continue et doivent les user continuellement pour les garder courtes. La plupart des rongeurs sont petits même si le capybara peut peser 45 kg.
- Famille : Muridae
  - Sous-famille : Murinae
    - Genre : Rattus
      - Rat brun Rattus norvegicus (Introduite)[2] LR/lc
      - Rat noir Rattus rattus (Introduite)[2] LR/lc

    - Genre : Mus
      - Souris domestique Mus musculus (Introduite)[2] LR/lc

#### Ordre:Primates
L'ordre des primates contient toutes les espèces associées aux lémures, singes, et hominoïdes, avec cette dernières catégorie comprenant les humains. Il est divisé de manière informelle en trois groupes principaux : 
prosimiens, singes du Nouveau Monde, et singes du l'Ancien Monde.
- Sous-ordre : Haplorrhini
  - Infra-ordre : Simiiformes
    - Parvordre : Catarrhini
      - Super-famille : Cercopithecoidea
        - Famille : Cercopithecidae (singes du l'Ancien Monde)
          -             - Genre : Cercopithecus
              - Cercopithèque mone Cercopithecus mona (Introduite)[2] LR/lc

#### Ordre:Soricomorpha(musaraignes, taupes, et solédontes)
Les musaraignes (sensu lato) sont des mammifères insectivores. Les musaraignes et les sélodontes ressemblent beaucoup aux souris tandis que les taupes sont un peu plus courtaudes.
- Famille : Soricidae (shrews)
  - Sous-famille : Crocidurinae
    - Genre : Crocidura
      - Crocidura poensis LC
      - Crocidura thomensis CR

#### Ordre:Chiroptera(chauve-souris)
Ce qui distingue le plus les chauves-souris sont leurs ailes membraneuses, faisant d'elles les seuls mammifères de la planète capables de vol actif. Le nombre d'espèces de chauves-souris représentent 20 % des mammifères.
- Famille : Pteropodidae (renards volants, chauve-souris frugivores de l'ancien monde)
  - Sous-famille :  Pteropodinae
    - Genre : Eidolon
      - Roussette paillée africaine Eidolon helvum LC

    - Genre : Myonycteris
      - Myonyctère de Sao Tomé Myonycteris brachycephala EN

    - Genre : Rousettus
      - Roussette d'Égypte Rousettus aegyptiacus LC
- Famille : Vespertilionidae
  - Sous-famille :  Miniopterinae
    - Genre : Miniopterus
      - Miniopterus minor NT
- Famille : Molossidae
  - Genre : Chaerephon
    - Chaerephon pumila LC
    - Chaerephon tomensis CR
- Famille : Emballonuridae
  - Genre : Taphozous
    - Chauve-souris à ventre blanc ou Taphien de Maurice Taphozous mauritianus LC
- Famille : Rhinolophidae
  - Sous-famille :  Hipposiderinae
    - Genre : Hipposideros
      - Phyllorhine rousse Hipposideros ruber LC
      - Hipposideros thomensis NT

#### Ordre:Cetacea(baleines)
L'ordre des cétacés comprend entre autres les baleines, les dauphins et les marsouins. Ce sont des mammifères totalement adaptés à la vie aquatique avec un corps lisse et fuselé, avec une couche de graisse sous-cutanée, et des membres antérieurs et une queue modifiés pour la propulsion sous l'eau.
- Sous-ordre : Odontoceti
  - Super-famille : Platanistoidea
    - Famille : Kogiidae
      - Genre : Kogia
        - Cachalot nain Kogia sima LR/lc

    - Famille : Ziphidae
      - Sous-famille : Hyperoodontidae
        - Genre : Mesoplodon
          - Baleine à bec de Blainville Mesoplodon densirostris DD

    - Famille : Delphinidae (marine dolphins)
      - Genre : Stenella
        - Dauphin à long bec Stenella longirostris LR/cd

#### Ordre:Carnivora(carnivores)
Les carnivores comprend plus de 260 espèces, dont la plupart mangent de la viande comme élément principal de leur régime alimentaire. Ils se distinguent par une mâchoire et une denture qui leur permet de chasser et de manger d'autres animaux.
- Famille :	Viverridae
  - Sous-famille : Viverrinae
    - Genre : Civettictis
      - Civette d'Afrique ou Civette africaine Civettictis civetta (Introduite)[2] LR/lc
- Famille : Mustelidae
  - Sous-famille : Mustelinae
    - Genre : Mustela
      - Belette d'Europe Mustela nivalis (Introduite)[2] LR/lc